# Cimetière catholique d'Agra
Le cimetière catholique d’Āgrā, situé à Lashkarpur (ou Padritola), un faubourg nord du vieux Āgrā, fut ouvert en 1610. Pendant plusieurs siècles il fut l’unique lieu de sépulture officiel pour les chrétiens en Inde du Nord. Aussi s’y trouve-t-il un nombre important de mausolées, stèles et monuments. Toujours ouvert comme cimetière de l'archidiocèse d'Āgrā, il n’en est pas moins classé et protégé par l’Archeological survey of India’. 

## Origine
Le jour de la Toussaint, en 1610 (ou 1611) une cérémonie solennelle a lieu à Āgrā. Les dépouilles de chrétiens mis en terre en divers lieux sont ramenées à Āgrā pour y être enterrées dans un nouveau cimetière, mis à la disposition de la communauté catholique par un riche marchand arménien, Khwaja Mortepenus (ou Martinus?), lui-même enterré en 1611 dans ce qui est aujourd’hui la ‘chapelle des martyrs’.
Parmi les tombeaux et nombreux mausolées - quasi tous de style moghol - le plus ostentatoire est celui du colonel John Hessing (en) (1740-1803), un officier néerlandais dans l’armée du maharaja marathe Daulat Rao, qui termina sa carrière comme gouverneur à Āgrā. Le mausolée, même si impressionnant n’est qu’une modeste copie du Taj Mahal, à deux kilomètres de là.

## Personnalités
Se trouvent dans le cimetière d’Agra les tombes ou mausolées de :
- John Mildenhall (en) (+1614), premier ambassadeur anglais à la cour d’Akbar (mort à Ajmer)
- Geronimo Veronio (+1640), artiste italien qui participa à la décoration du Taj Mahal (mort à Lahore)
- Hortensio Bronzoni, marbrier vénitien
- Bernardino Maffei, italien, médecin à la cour moghole
- Walter Reinhardt (+1778), aventurier luxembourgeois, compagnon de la célèbre Begum Samru.
- Plusieurs membres de la famille des Bourbons des Indes.
- John Hessing (+1803) ; officier néerlandais, gouverneur d’Agra

## La ’chapelle des martyrs’
Au centre du cimetière se trouve un édifice octogonal surmonté d’un dôme et d’une croix. Construit en 1611 ce bâtiment est la plus ancienne structure chrétienne en Inde du Nord. Construit comme caveau de famille par le marchand arménien, il est devenu celui des jésuites de la mission de Moghol. Vingt-cinq pierres tombales en couvrent le sol. Une liste des jésuites enterrés à Agra est gravée sur une plaque de marbre fixée au mur.
L’édifice devient ‘chapelle des martyrs’ après que deux prêtres portugais, Manuel Garcia et Manuel Danhaya, y furent enterrés. Les deux prêtres accompagnaient les quelque quatre mille prisonniers - Indiens, portugais, hommes, femmes et enfants - emmenés du Bengale à Agra après la victoire de Shah Jehan sur les Portugais, à Hugli, en septembre 1632. Morts en prison à la suite des mauvais traitements reçus, ils sont considérés comme ‘martyrs’ par la dévotion populaire. Le lieu se transforma en chapelle.
La chapelle était le caveau funéraire de la mission jésuite de Moghol, qui s’étendait à l’Inde du Nord (Lahore, Agra, Delhi, Cachemire). 
Parmi eux :
- Joseph de Castro (+1646), jésuite italien, mort à Lahore
- Albert Dorville (+1662), jésuite belge, mort exténué quelques jours après son arrivée de Pékin
- Heinrich Roth (+1668), jésuite allemand, premier sanskritiste européen.
- Marco-Antonio Santucci (+1689), jésuite italien, mort en odeur de sainteté.
- Andreas Strobl (+1758), jésuite allemand, astronome à la cour de Jai Singh II.